# Ex Hotel Palace
El Ex Hotel Palace o Casa Vela es un fastuoso edificio de diseño art nouveau ubicado en la ciudad peruana de Iquitos. Su estilo arquitectónico tiene  influencias del modernismo catalán de la escuela de Antoni Gaudí. Esencialmente, es una construcción de tres plantas y un torreón esquinero.

## Historia
Su construcción fue dirigida entre los  años 1908 y 1912 por el ingeniero civil peruano Samuel Young Mass y el arquitecto español José Altamira y Motta  por encargo de Otoniel Vela. Fue un importante hotel de lujo durante la fiebre del caucho que albergó a caucheros y comerciantes europeos. Es considerado el primer hotel de lujo del Perú pues es 12 años más antiguo que el Gran Hotel Bolívar localizado en Lima. Está considerada la máxima expresión de la arquitectura iquiteña. Su construcción tuvo que sufrir cambios y adaptaciones para acomodarse al ambiente tropical de la ciudad. Actualmente, es sede de las oficinas de Región Militar del Oriente desde 1961.
Todos los elementos fueron transportados atravesando el Atlántico. Los azulejos fueron traídos de Málaga, con «reminisencias de la arquitectura de Antoni Gaudí», contiene elementos góticos y neoclásicos. El edificio incluye notoriamente un diseño complejo, fierros forjados con formas vegetales en los balcones, orfebrerías metálicas y altos portales.
La arquitectura será restaurada por financiamiento de la Agencia Inglesa de Cooperación Internacional y bajo la supervisión del Ministerio de Cultura.
El Ex Hotel Palace fue representada en la nueva moneda de un Nuevo Sol alusiva al inmueble y está programada en circulación 12 millones de unidades. El inmueble es referido como «Antiguo Hotel Palace, 1912» en la nueva moneda.